# كدسورة رنشانغية
كدسورة رنشانغية (الاسم العلمي:Kadsura renchangiana) هي نوع من النباتات يتبع جنس الكدسورة من الفصيلة الشزندرية. سمي هذا النوع نسبةً إلى عالم النبات الصيني رنشانغ شنغ.